# Budišov
Budišov (německy Budischau) je městys v okrese Třebíč v Kraji Vysočina. Leží severovýchodně od města Třebíče. Nadmořská výška obce je 480 metrů. Žije zde přibližně 1 200 obyvatel. Součástí městyse jsou také osady Kundelov a Rejdůveň a samoty Věterák a Holeje.
Sousedními obcemi sídla jsou Valdíkov, Hodov, Nárameč, Kojatín, Pyšel, Pozďatín, Kamenná a Studnice.

## Název
Obec byla dříve pojmenována Budischow, Budischaw, Budischau.

## Historie

### Nejstarší dějiny
Z hlediska vhodnosti pro pravěké osídlení leží Budišov v nevýhodné poloze, přesto zde bylo několik nálezů učiněno. Mezi tyto nálezy patří škrabadlo z pazourku objevené asi kilometr na jihovýchod nad potokem. Z doby neolitu se dochovalo několik předmětů kamenné industrie a broušené industrie. 
První písemná zmínka o Budišově pochází z roku 1194. Budišov byl založen kolem 12. století pánem Budišem z Lomnice, kostel svatého Gotharda a Nanebevzetí Panny Marie byl založen snad už ke konci 11. století. Po smrti posledního pána z Lomnice na budišovském panství v 15. století pak panství vlastnil Dobeš z Meziříčí. Mezi roky 1476 a 1561 pak ves patřila pánům z Noskova. Budišov pak byl za jejich držení povýšen 14. září 1538 na městečko. V 16. století pak byla původní tvrz přebudována na zámek. Roku 1864 byla při rozšiřování hřbitova objevena kostra se zlatým pásem na čele. Později došlo k dalšímu podobnému nálezu. Spadají snad již do období slovanského.
Vesnice Dobrutoys měla být darována třebíčskému klášteru, tatáž je pak zmíněna i v Kosmově kronice. Po roce 1240 pak Budišov patřil Budišovi z Budišova, následně pak Markvartovi z Budišova, Urbanovi z Budišova, Markvartovi z Budišova, Ješkovi z Budišova. Roku 1365 je zmíněn Budišovský mlýn. V roce 1400 byl Budišov obsazen vojsky krále Václava IV. a v roce 1401 je poprvé zmíněna fara v Budišově. V té době obec vlastnil Budiš z Budišova, který se roku 1420 spojil s Dobešem Meziříčským, po něm pak v roce 1438 zdědil panství Beneš z Boskovice a Černé Hory. Ten pak v roce 1476 po mnoha soudních sporech o budišovský majetek prodal panství Petrovi Mrakešovi z Noskova a Lyčova. Na žádost Petra Mrakeše pak byl dne 14. září 1538 Ferdinandem I. povýšen Budišov na městečko. Jiří Mrakeš pak prodal panství roku 1560 Janu Martinkovskému z Rozseče a ten pak prodal roku 1572 panství Václavovi Berkovi z Dubé a z Lipé a na Meziříčí. Berkovi z Dubé pak vlastnili Budišov až do roku 1645, kdy vdova po Matyáši Ferdinandovi Františkovi Berkovi odkázala Budišov Fridrichu Rudolfovi z Fürstenberka. Za jeho vlády se pak roku 1662 opravila škola v Budišově a byl pořízen druhý zvon pro budišovský kostel.

### 18. a 19. století
V roce 1715 se pak Budišov dostal do rukou rodiny Paarů. Kolem roku 1720 byl pak vztyčen sloup Nejsvětější trojice, v roce 1721 pak začala přestavba zámku a byla vytvořena otáčivá korouhev pro stavbu kostela. Roku 1722 pak byla postavena dřevěná jízdárna u zámku, vysochána socha Immaculaty na zámecké schody, dokončena stavba kostela sv. Gottharda, pořízeny sochy na bránu hřbitova, vybudován oltář do kostela. V roce 1723 pak byla dokončena přestavba kostela a před faru byla umístěna socha Panny Marie, do kostela pak byly umístěny socha Ježíška, do zámecké zahrady byla pořízena socha Atlanta a byly umístěny sochy na kostelní věž. O rok později pak byla vybudována dřevěná galerie nad vodním příkopem u zámku a byly dokončeny fresky v kostele. V několika dalších letech pak byly pořízeny další sochy, přestaven pivovar, opět přestaven kostel, postavena hlavní brána a osazena sochami andělů, byla pořízena socha sv. Václava na rozcestí a několik dalších soch. Roku 1744 pak z dědictví hraběnky Paarové byl založen za kostelem chorobinec.
V roce 1768 se stal majitelem budišovského panství František Josef z Jungwirthu, od nějž je roku 1774 zakoupil osvícenec Joachym Stettenhofen. V roce 1798 pak fakticky vznikl Kundelov, když bylo povoleno u Budišovského mlýna postavit první dům. Roku 1799 se pak objevil pro mlýn poprvé název Kundelov. Ve stejné době byly z příkazu majitele Stettenhofena založeny také Mihoukovice. V roce 1805 bylo v Budišově ubytováno francouzské vojsko, které obec poničilo. Od roku 1813 byli majiteli panství pánové z Barattu, v roce 1844 pak byl postaven tzv. Věterák (větrný mlýn) nedaleko obce a v roce 1848, po reformě, se budišovské panství stalo součástí jihlavského kraje a v roce 1850 se stalo součástí okresu Třebíč. Téhož roku se 2. června udál v obci velký požár, kdy shořelo 30 domů, škola, fara a kostel. Škola i kostel byly postupně obnoveny a roku 1876 pak byla postavena i malá zvonička v Kundelově. V roce 1886 pak byla dokončena železniční dráha mezi Studencem a Velkým Meziříčím (přes Budišov) a o rok později byla otevřena nová trojtřídní škola. V roce 1898 pak byla postavena kaplička a socha sv. Josefa v Mihoukovicích a roku 1900 pak byla rozšířena škola na čtyřtřídní.

### 20. století
Na počátku roku 1914 bylo do armády odvedeno 73 záložníků z Budišova, v červnu roku 1915 pak byl rekvírován kostelní zvon a v srpnu 1917 pak byl odevzdán i malý umíráček. Roku 1922 byla pak v obci postavena sokolovna, dne 15. srpna téhož roku pak byl odhalen pomník obětem 1. sv. války od J. Herblíka, slavnostní řeč měl Jakub Deml. V roce 1924 pak byla v Budišově zřízena pokračovací živnostenská škola, ta pak byla v roce 1934 zrušena. V roce 1925 pak byla do sokolovny usazena pamětní deska zemřelým vojínům. V roce 1925 pak kundelovská zvonička získala nový zvon. Mezi lety 1925 a 1926 pak byla do obce zavedena elektřina, poprvé byly pouliční elektrické lampy rozsvíceny 29. ledna 1926. Roku 1928 pak byly vysvěceny nové zvony do kostelní věze, byly zasvěceny sv. Václavovi a sv. Lidmile. V roce 1929 pak byla v obci otevřena benzínová pumpa. Roku 1930 pak byla postavená nová kaplička v Mihoukovicích. V roce 1938 pak byla odhalena socha T. G. Masaryka (autorem je Jiří Marek z Velkého Meziříčí).
Roku 1940 pak byl do vesnice zaveden telefon a zřízena první třída měšťanské školy a také byl odstraněn pomník T. G. Masaryka a byl zazděn do hřbitovní zdi. Dne 1. dubna 1942 pak byly zrekvírovány kostelní zvony a 17. června téhož roku pak do Budišova dorazila německá armáda. Dne 9. května 1945 dorazily do Budišova tanky Rudé armády. Dne 14. června pak přes Budišov ještě prošli rumunští vojáci a 21. června se pak v kostele konala zádušní mše za Leonharda Smrčka. V roce 1947 pak byla odhalena pamětní deska obětem 2. sv. války. V listopadu 1953 bylo v obci zrušeno pro malou účast JZD, ale roku 1956 bylo znovu obnoveno. V roce 1971 se JZD Budišov sloučilo s JZD Kamenná, roku 1975 pak byly do budišovského JZD začleněna zemědělská družstva v Náramči (+ Valdíkov), Hodově a Rozích (+ Studnice).
Roku 1968 pak byly založeny skautské oddíly a v roce 1969 pak bylo založeno skautské středisko v Budišově a v červenci roku 1972 pak byly pořízeny dva nové zvony do kostela. Roku 1974 pak byla budova zámku předána do užívání Moravskému zemskému muzeu a začala rekonstrukce zámku. Roku 1975 pak byla zahájena rekonstrukce kostela, v roce 1976 pak byl obnoven i hřbitov, mezi lety 1978 a 1979 pak byla opravena socha sv. Václava. V roce 1981 pak byl zrekonstruován zámecký park a bylo nově vysázeno 220 stromů. Roku 1986 pak byl opět opraven zámek v Budišově. V roce 1987 pak byl zahájen provoz v nové mateřské škole (do té doby byla školka provozována v prostorách ZDŠ). V listopadu 1989 pak bylo v Budišově založeno Občanské fórum, na prvním místě podpisové listiny byl místní farář Jan Slabý. Farář Slabý pak v roce 1990 založil obnovený junácký oddíl s duchovní výchovou (2. oddíl) a v témže roce byly znovuzaloženy i 1. oddíly dívek a chlapců. Dne 1. května 1991 byl otevřený zoologický depozitář v zámku Budišov. Roku 1994 byly opraveny sochy sv. Václava a sv. Josefa. V roce 1999 pak Budišov vstoupil do sdružení obcí Horácko – ekologický mikroregion. V témže roce vyšlo první číslo budišovského zpravodaje.
Do roku 1849 patřil Budišov do budišovského panství, od roku 1850 patřil do okresu Jihlava, pak od roku 1855 do okresu Třebíč.

## Geografie
Budišovem prochází ze západu na východ silnice II/390 z Náramče do Kamenné, jižně z Budišova vychází silnice do Kojatína, z té pak na východ vychází užitková silnice k rybníku Pyšelák. Severně z Budišova vychází silnice do Hodova, z té pak východně vede cesta k Věteráku. Severně pak také vede silnice přes místní část Kundelov do Studnic. Jihovýchodně z okraje Budišova vede silnice do Pyšela, na její odbočce pak leží místní část Mihoukovice. Ze severu na jih vede přes Kundelov a Budišov cyklostezka 5206, z Náramče přes Budišov do Oslavy vede modrá turistická stezka. V Budišově se nachází železniční zastávka Budišov, ta je součástí železniční trati Křižanov–Studenec. 
Území Budišova je poměrně rovinaté, velká část území obce je využívána zemědělsky. Zalesněná je jen část území kolem tratí Brdce, Za Žlebem a Žleb severně od zastavěné části území Budišova, pak je zalesněná i oblast mezi Kundelovem a Rejdůvní východně od zastavěné části území obce. Izolovaný les je také na samotném východním okraji území obce a u rybníka Pyšelák. Na jižním okraji zastavěného území obce se nachází velký areál JZD. 
Východně od zastavěného území obce protéká nepojmenovaný potok, který vytéká z malého rybníka Rybníčky, ten se pak spojuje s několika dalšími potoky a vytéká na jihozápadním okraji území obce a teče dál směrem k Náramči, jedna z jeho větví tvoří část jižní hranice území obce. Na jihovýchodním okraji území obce se nachází velký rybník Pyšelák, z něj pak vytéká potok, který je napájen z prameniště Slanáček a dál teče přes zastavěné území Budišova, který rozděluje na dvě části – na Rejdůveň a Budišov, následně teče severně přes rybníky Skalka a Motouz do Kundelovského rybníka, kde se vlévá do Kundelovského potoka. Kundelovský potok pramení u silnice směrem do Hodova, je napájen také z potoka který vytéká z rybníka Hastrmánek a následně tyto dvě zdrojnice se spojují a tečou východně přes Nový rybník do zastavěné části Kundelova, kde protéká přes Kundelovský rybník a nadále teče východně v hlubokém údolí pod Klementicemi a následně se u Oslavy vlévá do Oslavy. Západně od zámeckého parku budišovského zámku pramení nepojmenovaný potok, na jehož toku je kaskáda rybníků v zámeckém parku, jeden z nich je pojmenován Pivovárek, dále po toku jsou další rybníky, kdy se u Rejdůvně vlévá tento potok do dalšího nepojmenovaného potoka.
Území Budišova je poměrně rovinaté, jeho nadmořská výška se pohybuje kolem 500 metrů nad mořem, na západním okraji se nachází kopec Na Brčích (533 metrů), blíže k zastavěnému území obce a k silnici se nachází hřeben malého vrchu nad tratí Pod Brčím, nahoře na tomto kopci jsou tři kříže. V polích severozápadně od zastavěného území obce se často objevují kameny nebo malé remízky. Na východním okraji území obce se nachází zalesněný Kněžský kopec (508 metrů), severně od zastavěného území obce se nachází zřícenina větrného mlýna Věterák na mírném návrší.
Západní a severní hranice území Budišova je tvořena Přírodním parkem Třebíčsko, Budišov se však na jeho území nenachází. 
Zastavěná část území Budišova se nachází podél silnice II/390 a několika dalších ulicích, náves Budišova je blízko ke kostelu sv. Gotharda, jižně od centrální části Budišova s obecním úřadem se nachází oddělená zástavba rodinných domů, ještě jižněji se nachází velký areál JZD. Další část Budišova je od této oddělena železniční tratí, v této části se nachází starší domy, základní škola a zámek se zámeckým parkem, dále na východ je potokem oddělená místní část Rejdůveň s několika rodinnými domy. Jižně od Rejdůvně je pak místní část a oddělená vesnice Mihoukovice. Severně od Budišova se u hranice území obce nachází vesnice a místní část Kundelov. Na jihozápadním okraji území se nachází statek Holeje a dále menší chatová oblast, další chatová oblast se nachází jižně a západně od rybníka Pyšelák. Severně od zámeckého parku se nachází návrší se zříceninou Věteráku a několika rodinnými domy.

## Obyvatelstvo
| Rok            | 1869  | 1880  | 1890  | 1900  | 1910  | 1921  | 1930  | 1950  | 1961  | 1970  | 1980  | 1991  | 2001  | 2011  | 2021  |
| -------------- | ----- | ----- | ----- | ----- | ----- | ----- | ----- | ----- | ----- | ----- | ----- | ----- | ----- | ----- | ----- |
| Počet obyvatel | 1 055 | 1 136 | 1 202 | 1 178 | 1 189 | 1 164 | 1 136 | 1 078 | 1 173 | 1 213 | 1 153 | 1 131 | 1 163 | 1 218 | 1 206 |
| Počet domů     | 155   | 173   | 182   | 185   | 199   | 204   | 224   | 265   | 264   | 285   | 296   | 354   | 380   | 403   | 420   |

## Správa a politika městyse
Od 10. října 2006 byl obci vrácen status městyse.

### Místní části
- Budišov
- Mihoukovice

Mezi lety 1850 a 1874 a mezi lety 1980 a 1990 k městysi patřila i Nárameč.

### Symboly městyse
Vlajka byla městysi udělena rozhodnutím předsedy Poslanecké sněmovny Parlamentu České republiky dne 22. listopadu 2001.

### Politika

#### Volby do Poslanecké sněmovny
|       | 2006                | 2010                | 2013                | 2017                | 2021                  |
| ----- | ------------------- | ------------------- | ------------------- | ------------------- | --------------------- |
| 1.    | ČSSD (47,03 %)      | ČSSD (32,15 %)      | ČSSD (28,76 %)      | ANO (25,54 %)       | SPOLU (25,8 %)        |
| 2.    | ODS (18,94 %)       | ODS (13,23 %)       | ANO 2011 (16,85 %)  | ČSSD (13,87 %)      | ANO (24,11 %)         |
| 3.    | KDU-ČSL (15,4 %)    | KSČM (11,07 %)      | KSČM (15,86 %)      | KSČM (12,01 %)      | Piráti+STAN (13,97 %) |
| účast | 67,02 % (624 z 931) | 66,77 % (651 z 975) | 62,28 % (606 z 973) | 60,71 % (595 z 980) | 68,55 % (656 z 957)   |

#### Volby do krajského zastupitelstva
|      | 1.                | 2.                       | 3.                    | účast               |
| ---- | ----------------- | ------------------------ | --------------------- | ------------------- |
| 2000 | ČSSD (37,24 %)    | 4KOALICE (30,2 %)        | ODS (10,73 %)         | 34,74 % (305 z 878) |
| 2004 | ČSSD (41,37 %)    | KDU-ČSL (23,19 %)        | ODS (17,55 %)         | 35,07 % (323 z 921) |
| 2008 | ČSSD (51,62 %)    | ODS (13,28 %)            | KSČM (12,53 %)        | 42,22 % (399 z 945) |
| 2012 | ČSSD (45 %)       | KDU-ČSL (12,77 %)        | KSČM (12,22 %)        | 38,45 % (373 z 970) |
| 2016 | ČSSD (26,74 %)    | KDU-ČSL (16,71 %)        | ANO 2011 (16,1 %)     | 33,64 % (330 z 981) |
| 2020 | KDU-ČSL (17,77 %) | Piráti (15,55 %)         | ANO (13,33 %)         | 33,09 % (319 z 964) |
| 2024 | ANO (35,01 %)     | ODS+TOP 09+STO (12,79 %) | STAN+SNK ED (11,78 %) | 31,65 % (301 z 951) |

#### Prezidentské volby
V prvním kole prezidentských voleb v roce 2013 první místo obsadil Miloš Zeman (243 hlasů), druhé místo obsadil Jiří Dienstbier (108 hlasů) a třetí místo obsadil Jan Fischer (78 hlasů). Volební účast byla 64,40 %, tj. 626 ze 972 oprávněných voličů. V druhém kole prezidentských voleb v roce 2013 první místo obsadil Miloš Zeman (467 hlasů) a druhé místo obsadil Karel Schwarzenberg (180 hlasů). Volební účast byla 66,33 %, tj. 650 ze 980 oprávněných voličů.
V prvním kole prezidentských voleb v roce 2018 první místo obsadil Miloš Zeman (322 hlasů), druhé místo obsadil Jiří Drahoš (125 hlasů) a třetí místo obsadil Pavel Fischer (82 hlasů). Volební účast byla 66,46 %, tj. 646 ze 972 oprávněných voličů. V druhém kole prezidentských voleb v roce 2018 první místo obsadil Miloš Zeman (452 hlasů) a druhé místo obsadil Jiří Drahoš (252 hlasů). Volební účast byla 72,28 %, tj. 704 ze 974 oprávněných voličů.
V prvním kole prezidentských voleb v roce 2023 první místo obsadil Andrej Babiš (257 hlasů), druhé místo obsadil Petr Pavel (198 hlasů) a třetí místo obsadila Danuše Nerudová (93 hlasů). Volební účast byla 72,29 %, tj. 691 ze 960 oprávněných voličů. V druhém kole prezidentských voleb v roce 2023 první místo obsadil Petr Pavel (379 hlasů) a druhé místo obsadil Andrej Babiš (321 hlasů). Volební účast byla 74,50 %, tj. 701 ze 941 oprávněných voličů.

## Pamětihodnosti
- Od 13. století stála v Budišově vodní tvrz. Později byla přestavěna na renesanční zámek s anglickým parkem a ten na výstavné barokní letní sídlo. Zámek je majetkem obce, která jej pronajímá Moravskému zemskému muzeu (veřejnosti přístupný depozitář přírodovědných sbírek). Součástí zámku je i kaple sv. Anny.[30]
- kostel svatého Gotharda a Nanebevzetí Panny Marie
- sochy a sousoší
  - socha sv. Jana Nepomuckého z roku 1727 od Štěpána Pagana
  - sousoší sv. Václava s anděly z roku 1730 od Alexandra Jelínka
  - sousoší sv. Rodiny z roku 1730 od Alexandra Jelínka
  - sochy sfing v zámeckém parku z počátku 18. století
  - socha sv. Josefa z roku 1731 od Alexandra Jelínka
  - sloup Nejsvětější Trojice z počátku 18. století od Štěpána Pagana
  - socha Panny Marie z roku 1883 od Čeňka Suchardy
  - socha Atlanta v zámeckém parku z počátku 18. století, autor Jiří Rafael Donner
- pomníky
  - pomník padlým obětem první světové války z roku 1922
  - pomníček Jana Chyby z roku 1920 u lesní cesty na Brdcích
  - pomník za šťastný návrat z první světové války z roku 1916 za Rejdůvní u silnice ke Kamenné
  - kamenné kvádry se zeměkoulí u cesty k Tasovu[31]
  - tři kříže v lese směrem na Hodov[31]
- zvonička v Kundelově z roku 1876
- kaplička v Mihoukovicích z roku 1898
- torzo větrného mlýna

## Rodáci a osobnosti
- Alois Vincenc Anderle (1821–1864), operní pěvec
- František Balada (1902–1961), matematik, pedagog
- Vlastimil David (1925–1977), zkušební pilot Aero Vodochody, poslanec České národní rady, Sněmovny národů a Sněmovny lidu Federálního shromáždění za normalizace
- Richard Baratta Dragono (1867–1946), poslanec, advokát, velkostatkář a šlechtic, majitel panství Budišov
- Julius Friedmann (1891–1979), lékař
- Jan Hausner (1725–1793), hudební skladatel a varhaník
- František Chytka (1894–?), legionář
- Josef Jambor (1887–1964), malíř, působil v Budišově
- Ivan Kašpar (1912–1967), stavitel
- Josef Kazda (1881–?), starosta
- Jiří Keprt (1900–1962), lékař a mecenáš
- Augustin Kratochvíl (1865–1946), duchovní, působil v Budišově
- Josef Machát (1901–?), pedagog
- Šimon Macalík (1863–1948), novinář, hudebník, zemřel v Budišově
- Jaroslav Man (1925–1950), pilot
- Vladimír Němeček (1914–1987), lékař a historik
- Josef Ignác Paar (1660–1735), šlechtic
- Karel Palas (1931–2005), vysokoškolský učitel, bohemista
- Karel Pavlas (1928–?), pedagog a matematik
- František Pavlíček (1928–2002), fotograf
- Karel Pavlíček (1929–2010), kněz
- Ivo Pospíšil (* 1952), literární vědec
- Emanuel Pötting-Persing (1819–1898), kněz, mecenáš
- Pavel Schramm (?–?), tiskař
- Kristián Schubert (1701–1780), teolog a filozof
- Josef Slabý (1911–?), ředitel Výzkumného ústavu vodohospodářského
- Leonard Smrček (1915–1941), pilot RAF
- Joachym Stettenhofen (1742–1813), majitel panství Budišov
- Petr Svoboda (* 1984), atlet
- Jiří Škarek (1927–2012[32]), vysokoškolský učitel, výzkumník Ústavu vlastností kovů ČSAV
- Zdeněk Šlezinger (1921–1988), vysokoškolský učitel
- Jan Tesař (1893–?), legionář
- Jan Tvarůžek (1850–1910), pedagog a historik
- Ladislav Tvarůžek (1879–1953), vládní rada, ředitel ČTK
- František Veselý (1894–1942), pedagog
- František Zejda (1897–?), legionář, učitel a kronikář
- Vladislav Zejda (1934–?), plachtařský reprezentační závodník

### Čestní občané
- František Saleský Bauer, uděleno 22. června 1892
- František Staněk, uděleno 20. listopadu 1927
- Ladislav Tvarůžek, uděleno 1928
- Tomáš Garrigue Masaryk, uděleno 6. března 1930, zrušeno 21. srpna 1942
- Augustin Kratochvíl, uděleno 29. srpna 1940[7]

## Galerie

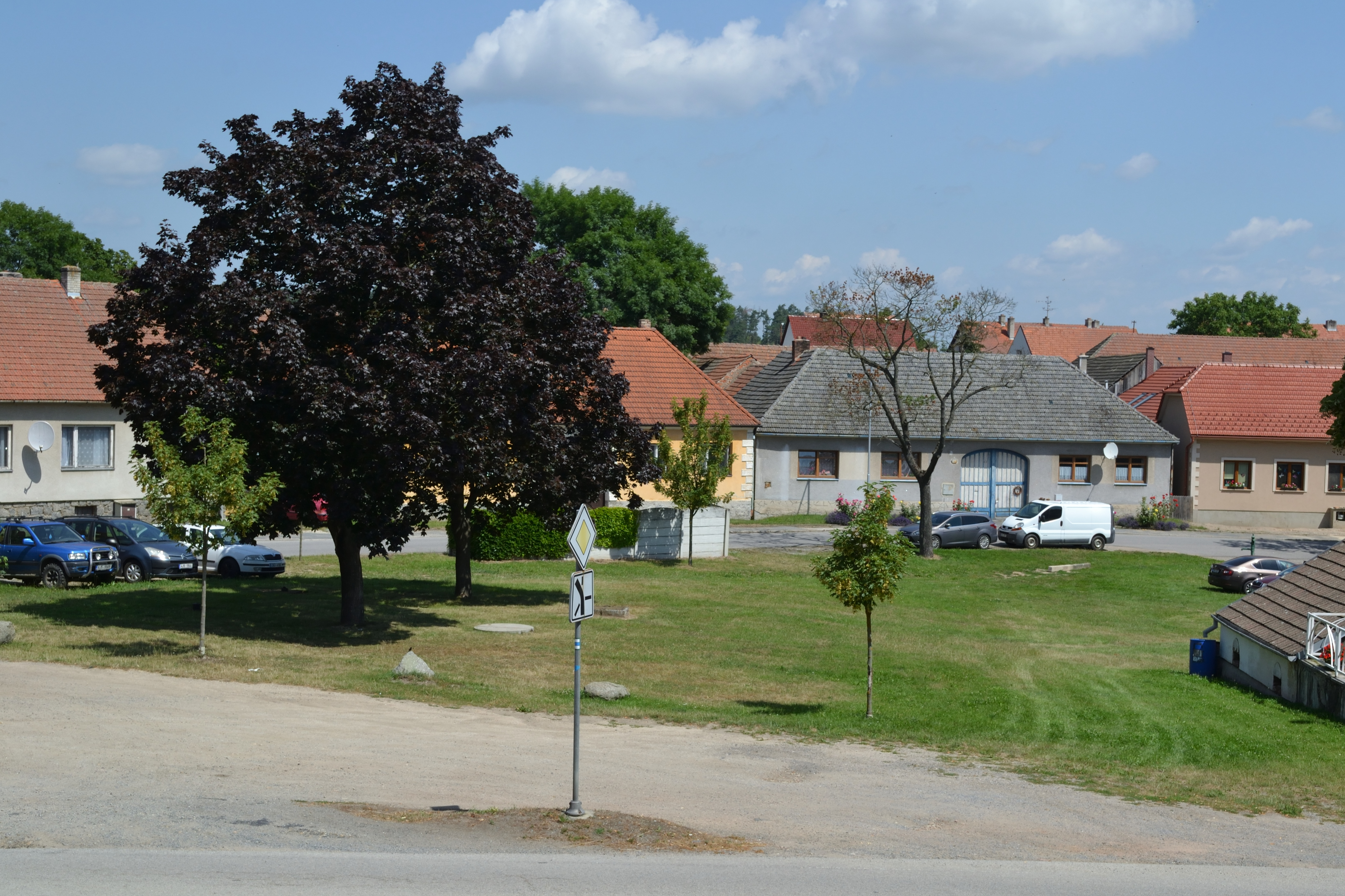
Náves
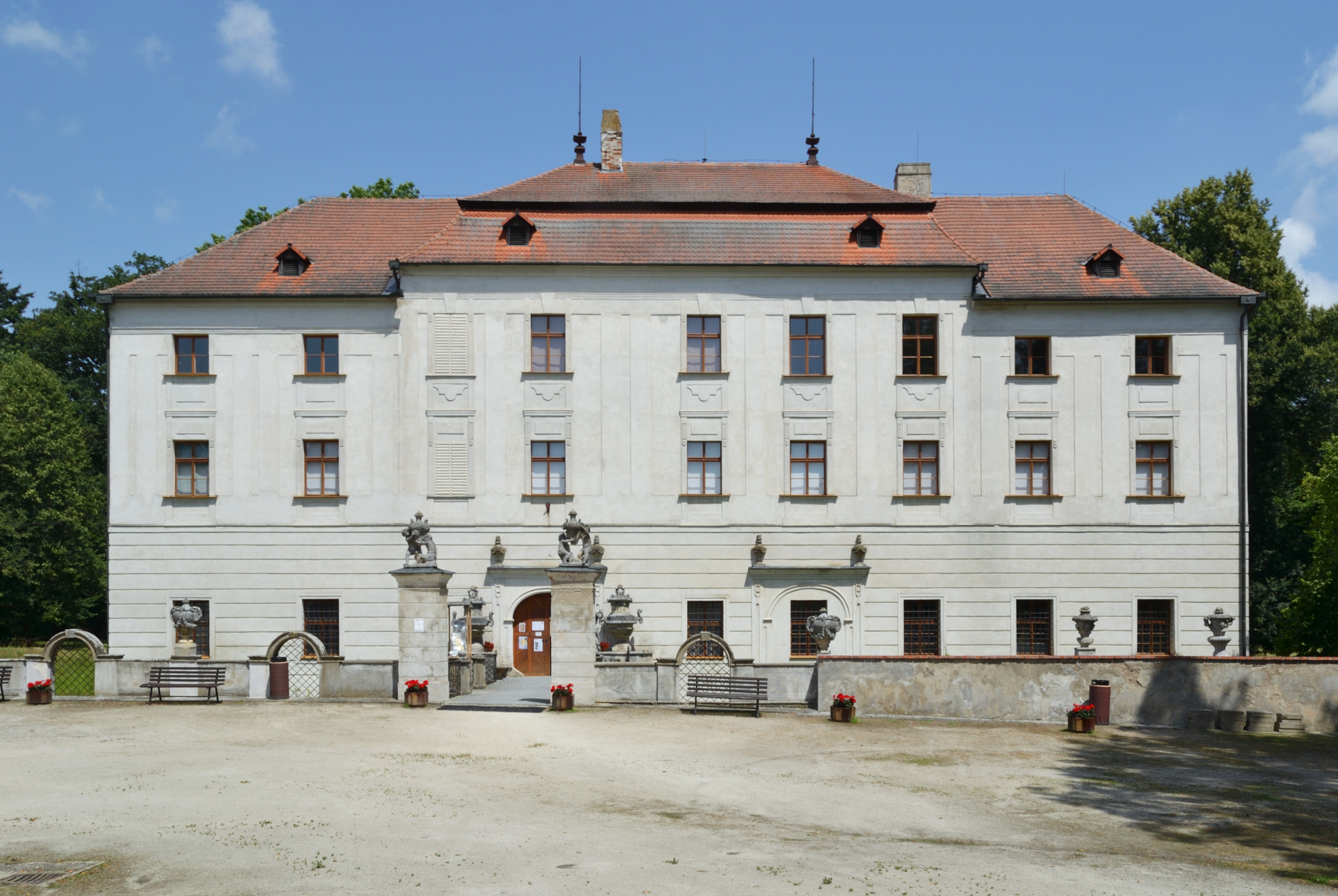
Zámek
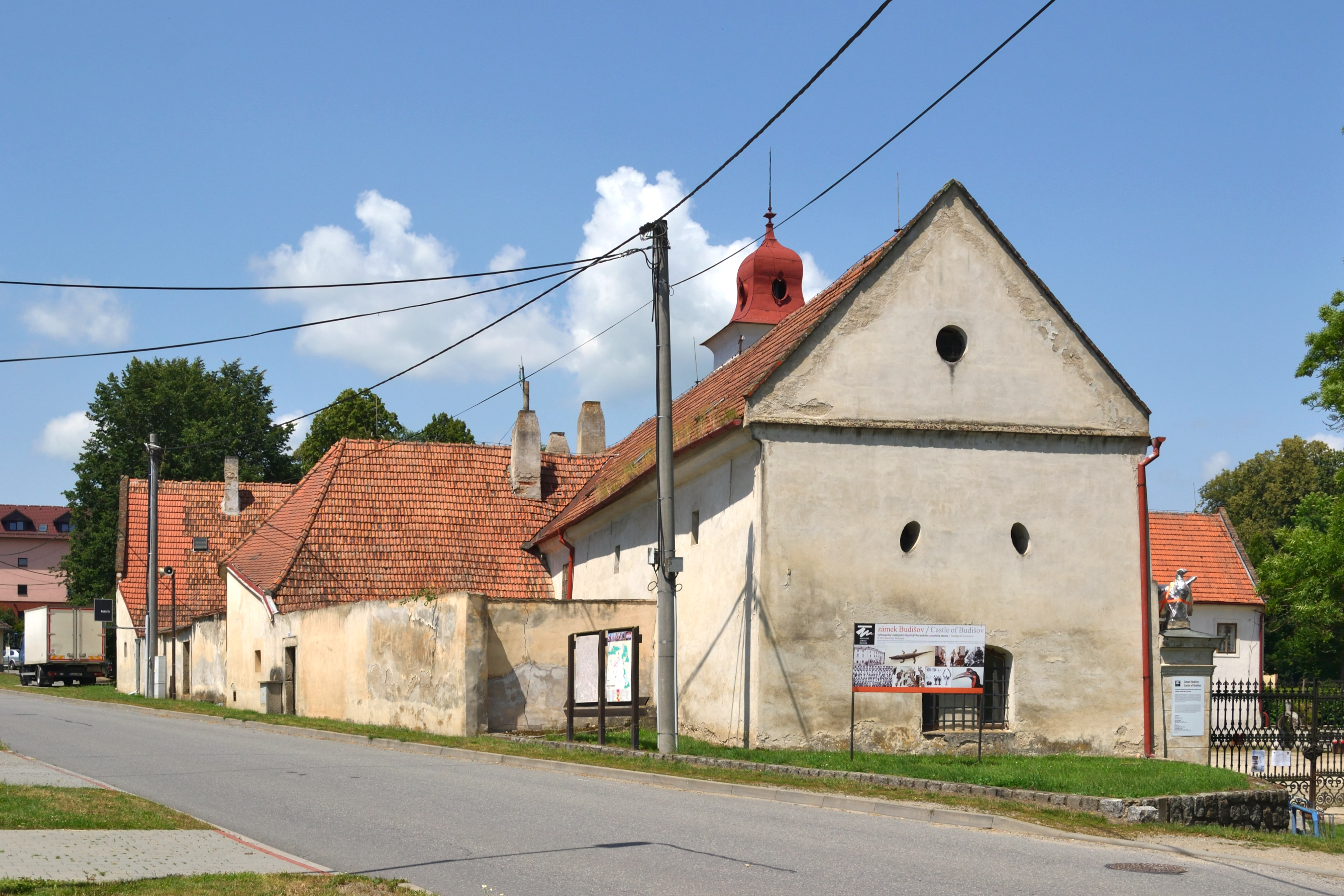
Předzámčí
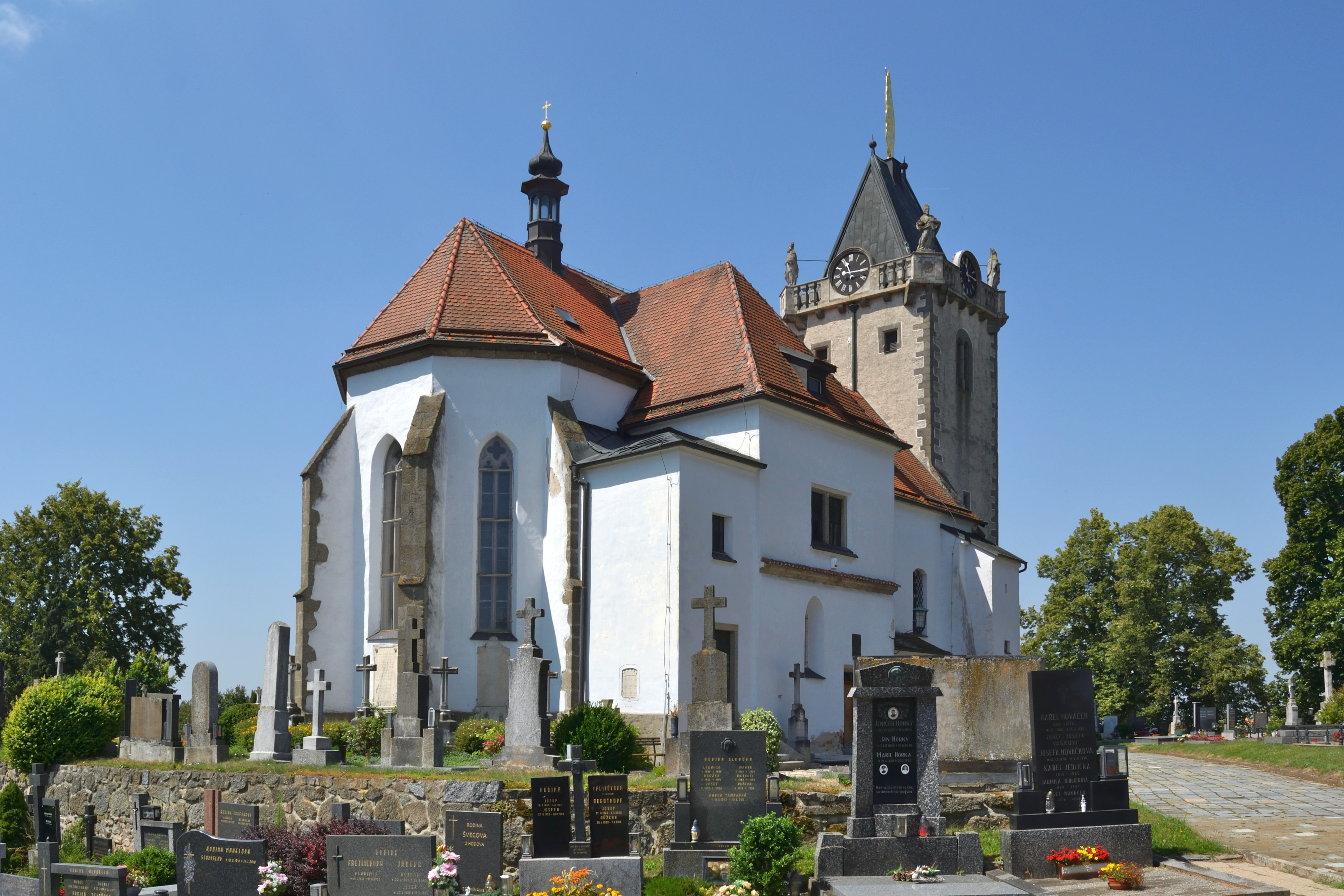
Kostel svatého Gotharda a Nanebevzetí Panny Marie
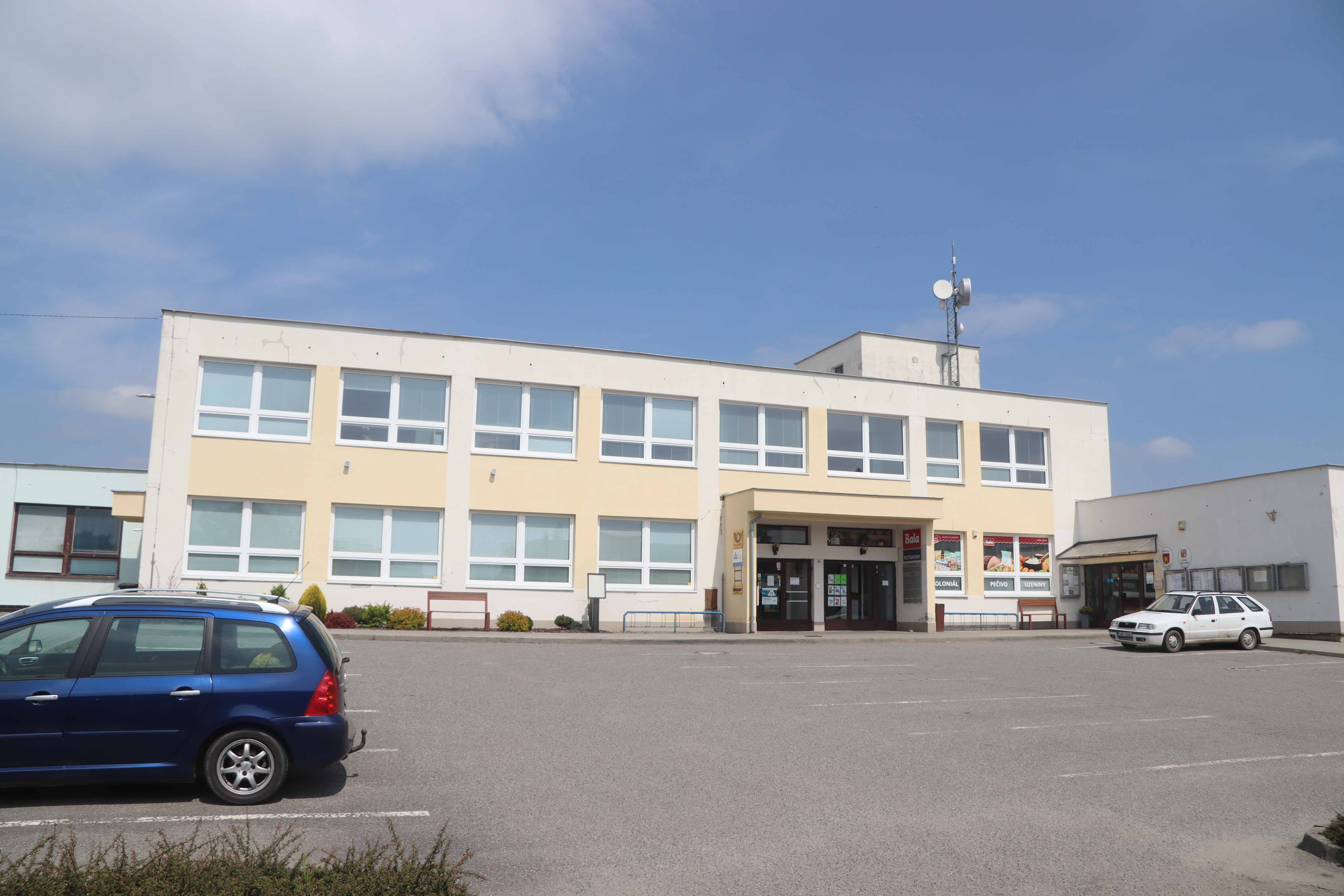
Obecní úřad
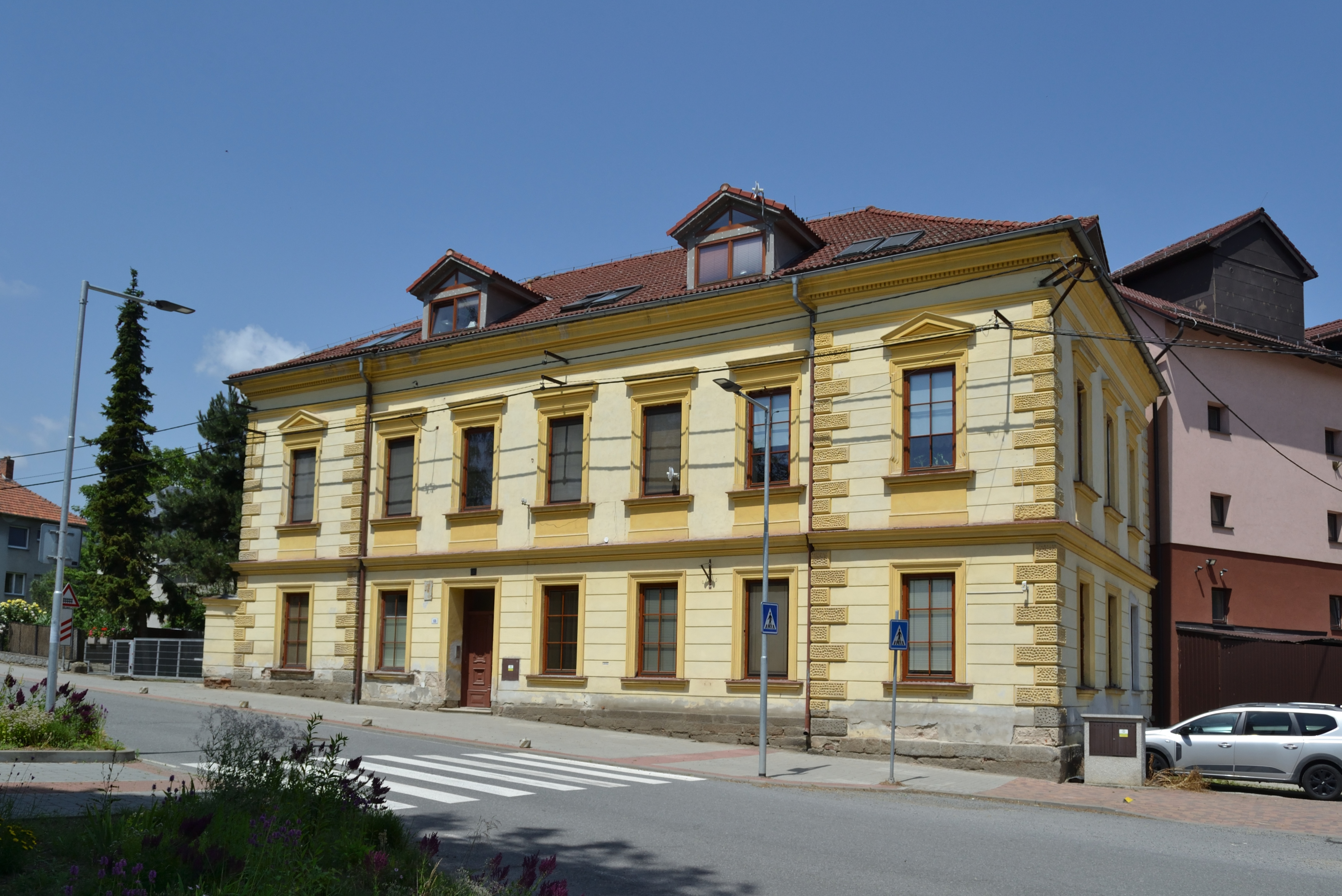
Stará škola
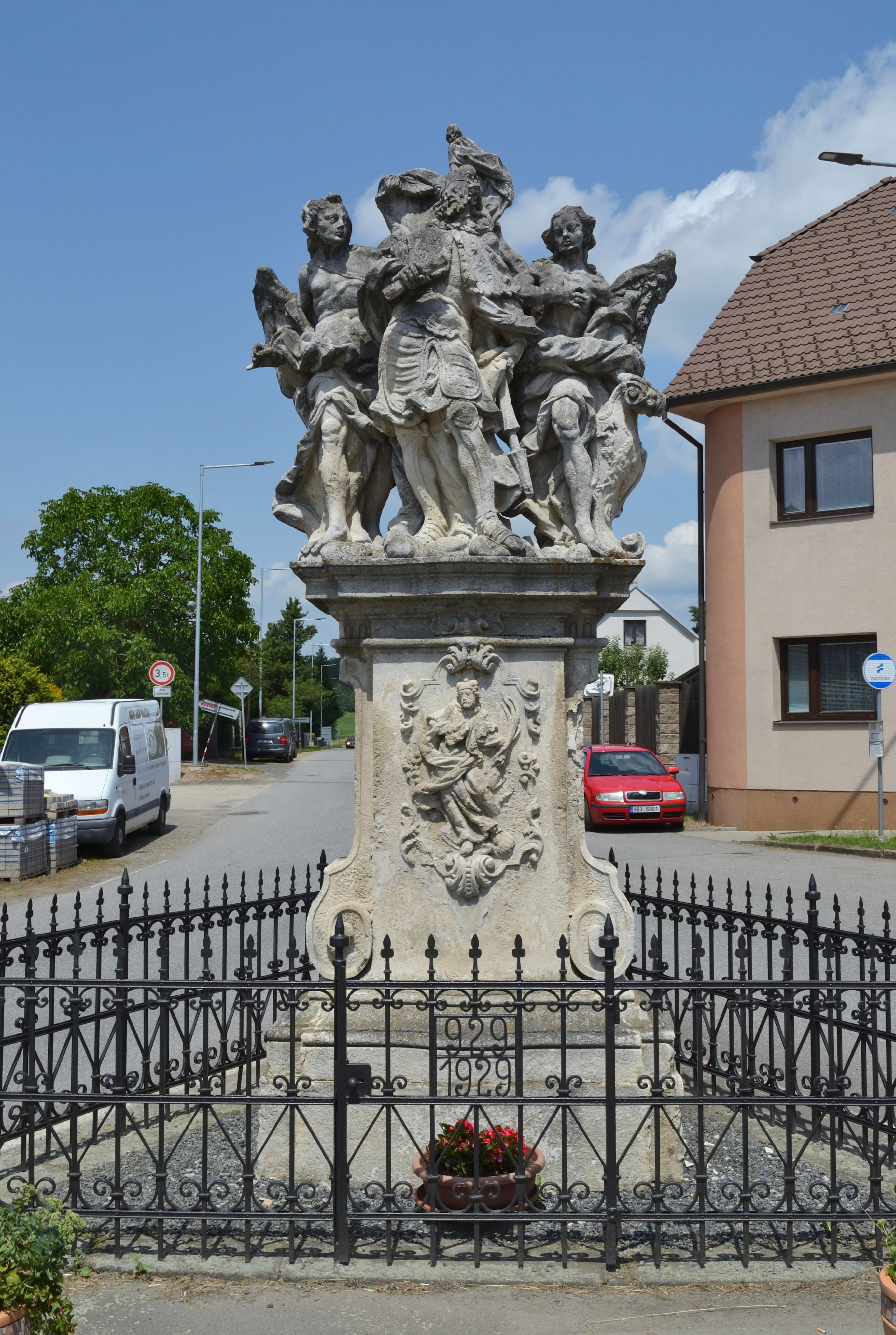
Sousoší sv. Václava s anděly
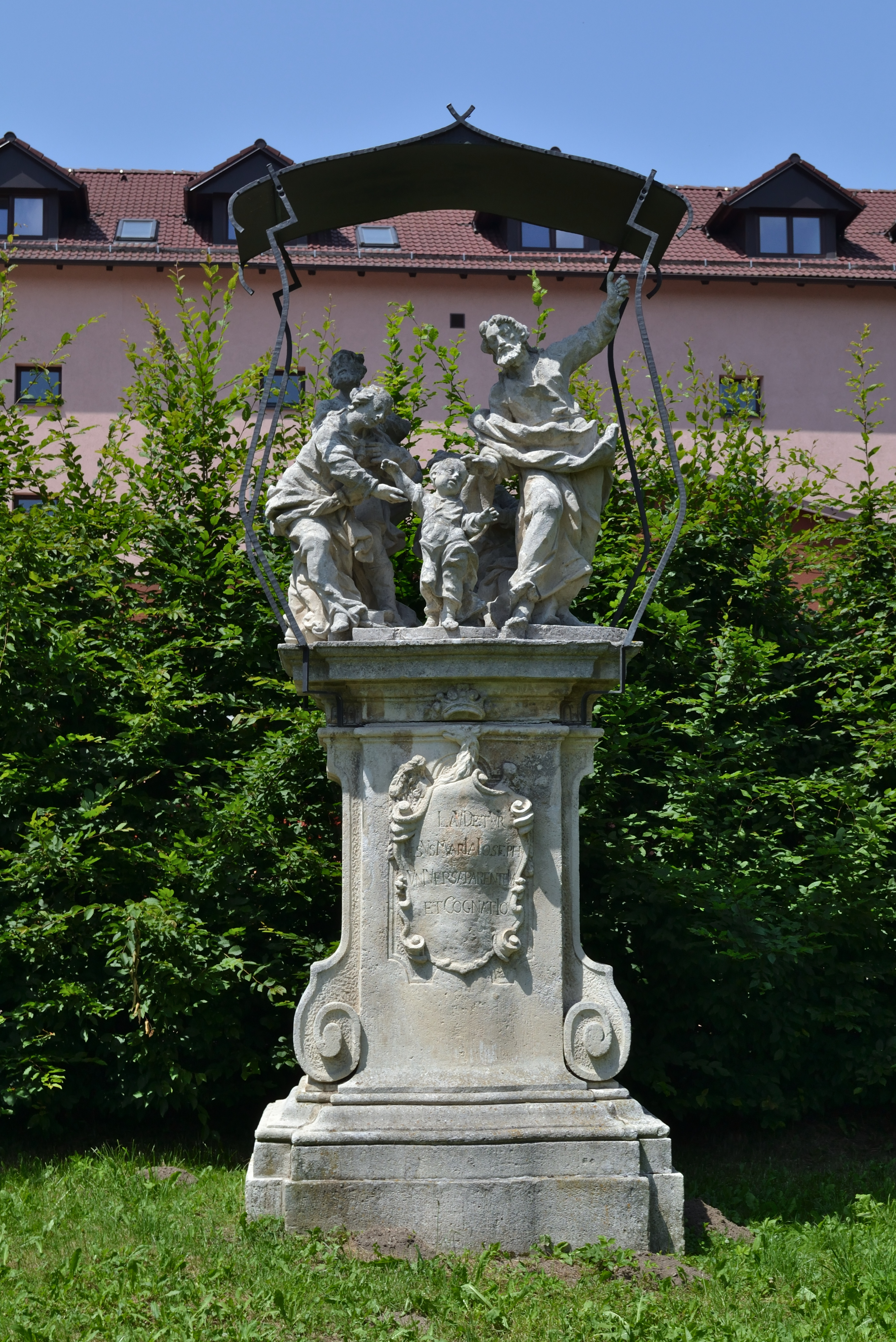
Sousoší svaté Rodiny